# Ezernik
Ezernik (bułg. Езерник) – szczyt pasma górskiego Riła, w Bułgarii, o wysokości 2485 m n.p.m.